# واکدن
واکدن (به انگلیسی: Walkden) یک شهرک در بریتانیا است که در سالفورد واقع شده‌است. واکدن ۳۵٬۶۱۶ نفر جمعیت دارد.